# Chet Baker & Crew
| Recensione | Giudizio |
| ---------- | -------- |
| AllMusic   |          |

Chet Baker & Crew è un album discografico di Chet Baker (a nome Chet Baker & Crew), pubblicato dall'etichetta discografica Pacific Jazz Records nel marzo del 1957.

## Tracce

### LP
Lato A (ST-660)
1. To Mickey's Memory – 3:46 (musica: Harvey Leonard)
2. Slightly Above Moderate – 6:57 (musica: Bob Zieff)
3. Halema – 4:34 (musica: Phil Urso)
4. Revelation – 3:57 (musica: Gerry Mulligan)

Lato B (ST-661)
1. Something for Liza – 4:03 (musica: Al Cohn)
2. Lucius Lu – 5:34 (musica: Phil Urso)
3. Worrying the Life Out of Me – 3:00 (musica: Miff Mole, Frank Signorelli, S.K. Russell)
4. Medium Rock – 5:30 (musica: Bob Zieff)

### CD
Edizione CD del 2003, pubblicato dalla Pacific Jazz Records (7243 5 82671 2 9)
1. To Mickey's Memory – 5:12 (musica: Harvey Leonard)
2. Slightly Above Moderate – 6:59 (musica: Bob Zieff)
3. Halema – 3:51 (musica: Phil Urso)
4. Revelation – 3:58 (musica: Gerry Mulligan)
5. Something for Liza – 4:05 (musica: Al Cohn)
6. Lucius Lu – 5:34 (musica: Phil Urso)
7. Worrying the Life Out of Me – 2:59 (musica: Miff Mole, Frank Signorelli, S.K. Russell)
8. Medium Rock – 5:30 (musica: Bob Zieff)
9. To Mickey's Memory (alternate take) – 5:25 (musica: Harvey Leonard) – Traccia bonus
10. Jumpin' Off a Clef – 4:55 (musica: Al Haig) – Traccia bonus
11. Chippyin' – 3:20 (musica: Harvey Leonard) – Traccia bonus
12. Pawnee Junction – 4:01 (musica: Bill Loughbrough) – Traccia bonus
13. Music to Dance By – 4:35 (musica: Al Cohn) – Traccia bonus
14. Line for Lyons – 2:48 (testo: Bill Loughborough – musica: Gerry Mulligan) – Traccia bonus

## Musicisti
- Chet Baker – tromba
- Chet Baker – voce (brano: Line for Lyons)
- Phil Urso – sassofono tenore
- Bobby Timmons – pianoforte
- Jimmy Bond – contrabbasso
- Peter Littman – batteria
- Bill Loughborough – timpani cromatici (brani: To Mickey's Memory, To Mickey's Memory (alt. take) e Pawnee Junction)

Note aggiuntive
- Richard Bock – produttore, ingegnere delle registrazioni
- Registrazioni effettuate il 24, 25 e 31 luglio del 1956 al Forum Theater di Los Angeles, California
- William Claxton – foto copertina album originale
- Woody Woodward – note retrocopertina album originale[3]